# Legislação sobre a cannabis

Legalização da cannabis no mundo:
Legal
Ilegal, mas descriminalizada
Ilegal, mas não posto em prática
Ilegal

Estatuto legal da cannabis para uso medicinal
----
Legal para uso recreativo
Legal para uso médico
Ilegal

A legislação sobre a cannabis é o conjunto de leis que na maioria dos países do mundo regulam o uso, a posse, o cultivo, a transferência e o comércio de cannabis. Desde o início da proibição do uso da planta em meados do século XX, a maioria dos países não reviu a legislação sobre o uso da droga para uso pessoal, apesar de mais de 10 países toleram ou terem descriminalizado o uso e/ou o seu cultivo em quantidades limitadas pelo governo. O uso medicinal da cannabis é legal em vários países, como o Canadá, a Chéquia e Israel. Enquanto a lei federal dos Estados Unidos proíbe qualquer tipo de venda e posse de cannabis, a aplicação dessa legislação varia muito entre os estados do país, sendo que alguns criaram programas de uso medicinal da  maconha, em violação à lei federal. Nos Países Baixos, a cannabis é formalmente ilegal, mas as decisões do judiciário neerlandês mostram que nenhuma ação deve ser tomada em caso de posse de uma pequena quantidade e sobre a venda sob condições estritas. No Brasil, o comércio de cannabis é crime, assim como seu porte para consumo pessoal, que não é punível com prisão. No Congresso Nacional, existem discussões a respeito da possível legalização da cannabis.
Alguns países têm leis que não são tão rígidas como as de outros, mas, além das nações que permitem acesso à maconha medicinal, a maioria têm diversas sanções que variam de penas brandas a muito graves. Algumas infrações são consideradas mais sérias em certos países do que em outros no que diz respeito ao cultivo, posse, uso ou transferência de maconha para uso recreativo. Algumas poucas jurisdições têm diminuído as punições para o porte de pequenas quantidades de maconha, tornando-a passível de apreensão e multa, em vez de prisão. Outras jurisdições, no entanto, usam programas de tratamento obrigatório para usuários jovens ou frequentes e umas poucas permitem o uso da maconha para fins medicinais. Há também mudanças em uma direção mais restritiva, como no Canadá. Testes de drogas para detectar o uso de cannabis são cada vez mais comuns em muitos países e resultaram em prisões e em pessoas perdendo seus empregos. No entanto, o simples porte pode levar a longas penas de prisão em alguns países, especialmente em partes da Ásia Oriental e do sudeste asiático, onde a venda de cannabis pode levar a uma pena de prisão perpétua ou mesmo de execução.
Muitos defendem a legalização da cannabis, acreditando que isso pode eliminar o narcotráfico e a criminalidade associada a ele, além de produzir uma valiosa fonte de impostos e reduzir os custos de policiamento. Em 2010, um artigo publicado na revista Lancet, sugeriu que a maconha fosse menos prejudicial, tanto para o indivíduo consumidor quanto para a sociedade, do que drogas legalizadas, como o álcool e o tabaco, dando respaldo a argumentos em favor da legalização. A cannabis está agora disponível como um agente de paliativo no Canadá, com a apresentação de uma receita médica. Em 1969, apenas 16% dos eleitores apoiavam a legalização nos Estados Unidos, de acordo com uma pesquisa feita pela Gallup. De acordo com a mesma fonte, esse número subiu para 36% em 2005. Sondagens mais recentes indicam que esse número aumentou ainda mais desde a crise financeira de 2007-2009: em 2009, entre 46% e 56% dos eleitores americanos apoiavam a legalização da maconha. Na Europa certos países têm andado na direção oposta, como nos Países Baixos, onde nos últimos anos certas cepas de cannabis com concentrações mais altas de THC e o turismo de droga começaram a desafiar a política anterior de vendas legais de cannabis e a levar a uma abordagem mais restritiva.

## História

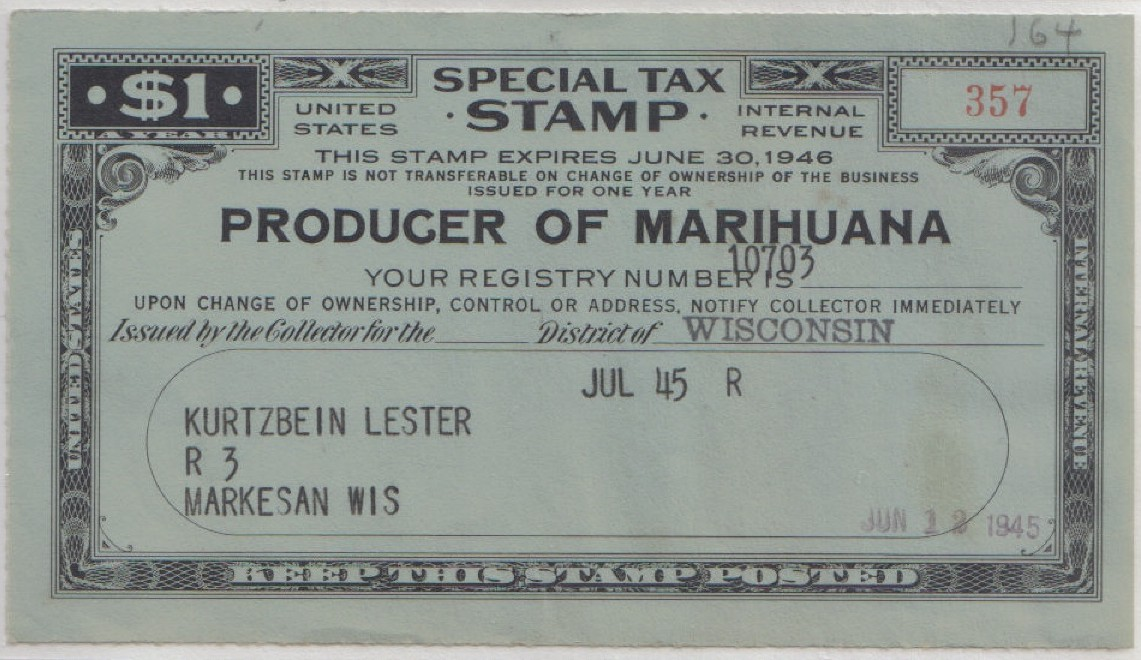
Selo de produtor de maconha do Wisconsin de 1945.

Sob o nome cannabis, médicos do século XIX vendiam a droga (geralmente como uma tintura), popularizando o termo. Dizia-se que as dores menstruais da Rainha Vitória do Reino Unido eram tratadas com cannabis; seu médico pessoal, Sir John Russell Reynolds, escreveu um artigo na primeira edição da revista médica The Lancet sobre os benefícios da cannabis. Em 1894, o Relatório da Comissão Indiana para Drogas do Cânhamo, encomendado pelo Secretário de Estado britânico e pelo governo da Índia, foi fundamental para a decisão de não criminalizar a droga nesses países.
A partir de 1860, no entanto, os diferentes estados dos Estados Unidos começaram a implementar normas para a venda de cannabis sativa. Em 1925, uma mudança na Convenção Internacional do Ópio proibiu a exportação do cânhamo indiano para países que tenham proibido a sua utilização. Os países importadores foram obrigados a emitir certificados de aprovação a importação e afirmaram que a remessa era para ser usada "exclusivamente para fins médicos ou científicos". Em 1937, a administração de F.D. Roosevelt implementou o Marihuana Tax Act of 1937, a primeira lei nacional dos Estados Unidos que proibiu a posse de cannabis através de um imposto impagável sobre a droga.
O termo maconha (em castelhano:  marijuana) está associado quase que exclusivamente ao uso psicoativo da planta. O termo em espanhol agora também é bem conhecido na língua inglesa, em grande parte devido aos esforços dos proibicionistas de drogas americanos durante os anos 1920 e 1930 em associá-la aos mexicanos. O próprio México já havia proibido a planta em 1925, na sequência da Convenção Internacional do Ópio. Os proibicionistas americanos usaram deliberadamente o nome mexicano da marijuana com o objetivo de convencer a população dos Estados Unidos contra a ideia de que a planta deveria ser legal, dando ênfase a aspectos negativos associados a nacionalidade mexicana. Aqueles que "demonizaram" a droga, chamando-a de maconha, omitiram o fato de que a chamada "maconha mortal" era idêntica a cannabis sativa, que tinha na época uma reputação de segurança farmacêutica. No entanto, devido a variações na potência das preparações, a cannabis já havia perdido, na década de 1930, a maior parte de sua antiga popularidade como medicamento.

### Legalização

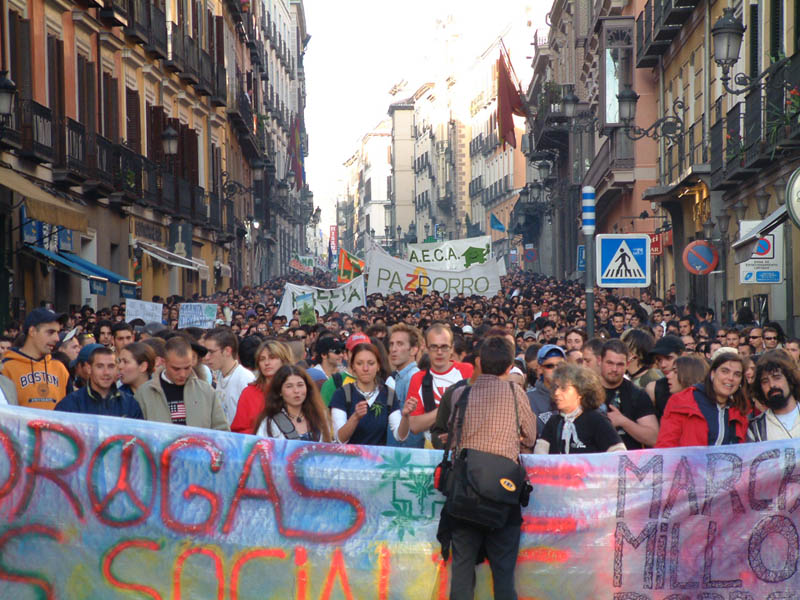
Marcha da Maconha em Madrid, 2004.

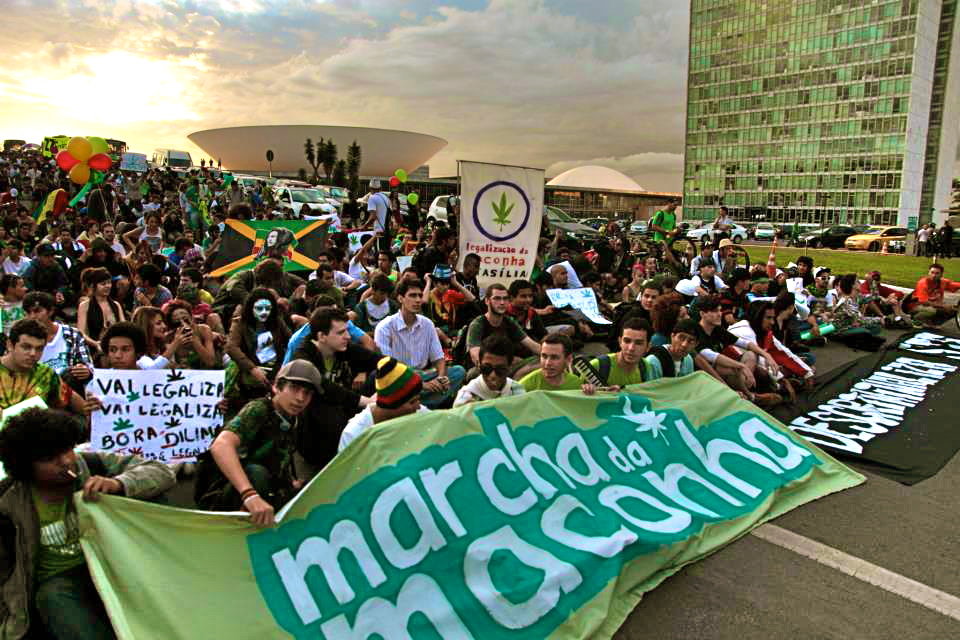
Marcha da Maconha em Brasília em 2013

Atualmente a cannabis é descriminalizada em alguns países, como os Países Baixos, pois adotam políticas de tolerância em relação aos usuários, os quais não são presos.  Além desses, outros países apoiam o seu uso medicinal, tendo em vista os efeitos terapêuticos da planta.
O uso da erva é popular na Jamaica, onde é conhecida como "ganja". Apesar de ser ilegal a sua venda, movimentos religiosos como o dos rastafáris atribuem a ela poderes divinos. Alguns estabelecimentos foram fechados nos Países Baixos e principalmente na Dinamarca em 2004. A simples posse de maconha causa prisão em alguns países da Ásia Oriental, onde a venda da maconha pode levar a um período de prisão perpétua ou mesmo pena de morte.
O Uruguai se tornou a primeira nação do mundo a legalizar a produção, venda e consumo de cannabis em dezembro de 2013, após uma votação de 16 a 13 no Senado. O governo declarou que pretendia controlar a produção, o preço e a qualidade da planta. Sob a nova lei, as pessoas podem comprar até 40 gramas de cannabis do governo uruguaio a cada mês. Os usuários precisam ter 18 anos ou mais e se registrar em um banco de dados nacional que rastreie seu consumo. Cultivadores podem cultivar até 6 colheitas em suas casas a cada ano e não devem ultrapassar 480 g. Clubes de fumantes autorizados podem cultivar 99 plantas anualmente. A compra de cannabis é proibida para estrangeiros e é ilegal transportá-la através das fronteiras internacionais.
Nos Estados Unidos, apesar da maconha ser criminalizada a nível federal, Flórida, Dakota do Norte, Arkansas e Montana legalizaram a maconha medicinal. Enquanto outros estados, nomeadamente Califórnia, Colorado, Oregon, Massachusetts, Washington, Maine e Nevada legalizaram o uso recreativo da maconha para adultos com 21 anos ou mais.
No Canadá a maconha medicinal já era legalizada, de acordo com os Regulamentos de Marijuana para Uso Médico do país. Durante a campanha eleitoral federal de 2015, os liberais (que posteriormente formaram o novo governo federal) haviam prometido "novas e mais fortes leis" contra as vendas a menores, dirigindo enquanto prejudicadas, e vendas através de canais não especificamente autorizados a fazê-lo. Em 2018, o país aprovou o livre consumo recreativo e a produção de maconha em todo o território canadense.